# Starkillers
Starkillers, né Nick Terranova, est un disc-jockey et producteur américain né le 21 décembre 1977 et basé à Los Angeles.

## Biographie
Le disc-jockey américain commence sa carrière au début des années 2000. Il est nommé aux IDMA Awards de 2012, dans la catégorie "Best Progressive Track" qu'il remporte avec le titre Pressure (avec Nadia Ali et Alex Kenji (de)).
Il est le fondateur du label Terratraxx, créé en 2002.
D'autres titres à succès furent bien classés dans les charts nationaux, comme Discoteka qui atteint la 54e place des charts néerlandais en 2006.

## Discographie partielle[5]

### Singles
- 2009 : Able & Uneasy (The Real / Unreal Mix) [Terratraxx Recordings]
- 2009 : All The Way (avec Austin Leeds) [Ultra]
- 2009 : Get Up (Everybody) (avec Disco Dollies) [Nervous Records]
- 2010 : Bitch Ass Trick [Nervous Records]
- 2010 : Cantina [Spinnin Records]
- 2010 : Fuck Shit Up (avec Monojack) [Nervous Records]
- 2010 : Insomnia (avec Pimp Rockers, Marco Machiavelli, Tom Hangs) [Spinnin Records]
- 2010 : Nervous Tools EP [Nervous Records]
- 2010 : Harem (avec Alex Sayz) [Nervous Records]
- 2010 : Big Disco (avec Dmitry KO) [Spinnin Records]
- 2011 : Odessa (Bigroom Mix) [DOORN (Spinnin)]
- 2011 : Choose A Name (avec Matan Caspi, Eddy Good) [Spinnin Records]
- 2011 : Pressure (avec Alex Kenji (de) & Nadia Ali) [Spinnin Records]
- 2011 : Bottle Pop (avec David Solano, Dmitry KO) [Spinnin Records]
- 2011 : Unbelievable (avec Dmitry KO) [Spinnin Records]
- 2011 : Do U Love (avec Dmitry KO) [Hysteria]
- 2011 : Take Over [Spinnin Records]
- 2011 : Keep It Coming (avec Nadia Ali) [Spinnin Records]
- 2012 : Don't Hold Back (avec Dmitry KO) [Spinnin Records]
- 2012 : Light It Up (avec Dmitry KO) [Diffused Music]
- 2012 : Shut It Down feat. Natalie Peris [Azuli Records]
- 2012 : What Does Tomorrow Bring (avec Natalie Peris, Richard Beynon) [Next Plateau]
- 2012 : Xception (avec DJ BL3ND) [Spinnin Records]
- 2013 : Let The Love (avec Dmitry KO et Amba Shepherd (en)) [Spinnin Records]
- 2013 : Rampage (avec Kai, Richard Beynon) [Spinnin Records]
- 2013 : Ride [DOORN (Spinnin)]
- 2013 : Game Over (avec Inpetto) [Spinnin Records]
- 2014 : Total Destruction (avec Tony Junior) [Dim Mak Records]
- 2014 : Sweet Surrender [Ultra]
- 2014 : Silence [Brawla Records]
- 2014 : Bang Ya Head [Big & Dirty (Be Yourself Music)]
- 2014 : Where U At (avec Dmitry KO) [Brawla Records]
- 2015 : Sriracha (avec Dmitry KO) [Size Records]
- 2015 : Just the Tip [Brawla Records]

### Remixes
- 2009 : Pimp Rockers - Keep On Rockin (Starkillers & Austin Leeds Remix) [Terratraxx]
- 2009 : Nadia Ali - Love Story (Starkillers Remix) [Direxion Entertainment]
- 2009 : Kuffdam - Burning Up (Starkiller & Austin Leeds Remix) [VANDIT]
- 2009 : Robbie Rivera, Fuzzy Hair - The Cat (Austin Leeds & Starkillers Remix) [Sound Division]
- 2009 : DJ Rap - Give It All Away (Starkillers Remix) [MoS (America)]
- 2009 : Shiny Toy Guns - Rocketship (Starkillers Dub) [Ultra]
- 2009 : Myah Marie - Chemistry [Nervous Records]
- 2009 : Armand Van Helden – Funk Phenomena (Starkillers Remix) [Henry Street Music]
- 2010 : DJ Rap - Drummin' n Bassin' (Starkillers vs. Austin Leeds Remix) [Impropa Talent]
- 2010 : Tune Brothers - I Like It 2010 (Starkillers Remix) [Housesesions]
- 2010 : Nadia Ali - Fantasy (Starkillers Remix) [Smile In Bed]
- 2010 : Dmitry KO - I Want You Back (Starkillers Remix) [Masv]
- 2010 : Dootage - Cash Money (Starkillers Remix) [Combo Entertainment]
- 2010 : Mr. Sam, Andy Duguid - Invincible (Starkillers Remix) [Black Hole]
- 2011 : Memento, Ken Spector - Enjoy The Silence feat. Ken Spector (Starkillers Remix) [Big & Dirty]
- 2011 : Jerome Isma-Ae, Daniel Portman, Max'C - Flashing Lights feat. Max'C (Starkillers Remix) [Big & Dirty]
- 2011 : Melleefresh, Dirty 30 - Beautiful, Rich & Horny (Starkillers Butterfly Terrace Vocal Mix) [Play Digital]
- 2011 : Richard Beynon - Close To You (Starkillers Butterfly Terrace Mix) [Perfecto]
- 2012 : Stafford Brothers - Falling (Starkillers Remix) [Astrx]
- 2012 : Melleefresh, Deadmau5 - Hey Baby (Starkillers & Dmitry KO Club Mix) [Play Digital]
- 2012 : Serge Devant - True Faith (Starkillers Remix) [Ultra]
- 2012 : Steven Ray - Unexpected (Starkillers Remix) [Housesession
- 2012 : David Solano, Brass Knuckles - Closure (Starkillers & Dmitry KO Mix) [Juicy Music]
- 2012 : Pascal & Pearce, Juliet Harding - Disco Sun (Starkillers Remix) [Spinnin]
- 2012 : Loleatta Holloway - Love Sensation (Starkillers & Dmitry KO Remix) [Ultra]
- 2012 : Olav Basoski - The Rain (Starkillers Remix) [Spinnin Records]
- 2012 : Lisa Millett, Juan Kidd, Felix Baumgartner - Now You're Gone (Starkillers & Dmitry KO Remix) []
- 2013 : Pitbull, David Rush, Mr. 305 - All Night (Starkillers Remix) [Ultra]
- 2013 : Nick Skitz, Akon - Natural Born Hustla (Starkillers Remix) [LNG Music]
- 2013 : Armin van Buuren, NERVO, Laura V. - Turn This Love Around (Starkillers Remix) [Armada]
- 2014 : Akon, Just Ivy - Paradise (Extended Starkillers Club Mix) [Black Pearl Records]
- 2015 : BEATON3, Tight Lexor - Olympus (Starkillers Edit) [Brawla Records]